# Michał Sokołowicz
Michał Sokołowicz (ur. 2 grudnia 1988 w Kutnie) – polski piłkarz, piłkarz plażowy. Aktualnie zawodnik KS-u Kutno. Wicemistrz Polski w piłce nożnej plażowej 2016.